# 松多爾區
松多爾區（西班牙語：Distrito de Sóndor），是秘魯的一個區，位於該國西北部皮烏拉大區的宛卡班巴省，始建於1857年1月2日，面積347.38平方公里，海拔高度2,050米，2005年人口8,486，人口密度每平方公里24人。
5°18′55″S 79°24′36″W / 5.3154°S 79.4101°W